# Irizar Century
Irizar Century es una carrocería de autobús fabricada por la empresa Irizar sobre chasis de distintas marcas comercializadoras de buses como Iveco, MAN, Mercedes-Benz, Scania y Volvo.
Tiene muchos estilos de carrocería diferentes y generalmente se identifica a través del número OBRA en la placa de información junto a la puerta.

## Historia
El modelo Century comenzó su producción en 1990 y tuvo tres generaciones antes de ser reemplazado por el Irizar i6 en 2011, pero dada la continua popularidad del modelo, Irizar continuó la producción bajo demanda del Century de 2011 a 2015, especialmente para el mercado brasileño.
Para el final de la primera década de producción del Century, en 1999, la carrocería estaba presente en 42 países.
El Century fue la carrocería elegida por Scania para incursionar en el mercado británico, utilizando el Century en sus modelos K-113 llevados al Reino Unido en 1994. Ese mismo año recibiría el premio Coach of the Year in the UK.
En 2005, la tercera generación del Century recibiría en España el premio autocar del año en España. En 2008 recibiría un premio idéntica en Hungría.

## Chasis
Chasis conocidos sobre los que se ha construido la carrocería Irizar Century:
- Iveco Delta
- Iveco Eurorider
- MAN 18.360/370/420 HOCL
- Mercedes-Benz O404
- Mercedes-Benz OH1830
- Mercedes-Benz OC500RF
- Scania K113CLA/TLA/CLB/TLB/CRB/TRB
- Scania K94/114/124EB
- Scania K94/114/124IB
- Scania L94IB
- Scania K340EB /K380EB/K400EB/K420EB /K380IB/K400IB
- Scania F94 / Scania serie F[cita requerida]
- Volvo B7R
- Volvo B10M
- Volvo B11R
- Volvo B12
- Volvo B13R